# 胡鬧廚房2
《胡鬧廚房2》（中国大陆旧译、，台湾旧译）是一款烹飪模擬遊戲，由Team17和鬼鎮游戏共同開發，於2018年8月在Windows、macOS、Linux、PlayStation 4、Xbox One、任天堂Switch等平台推出。游戏为2016年《胡鬧廚房》的续作。

## 游戲玩法

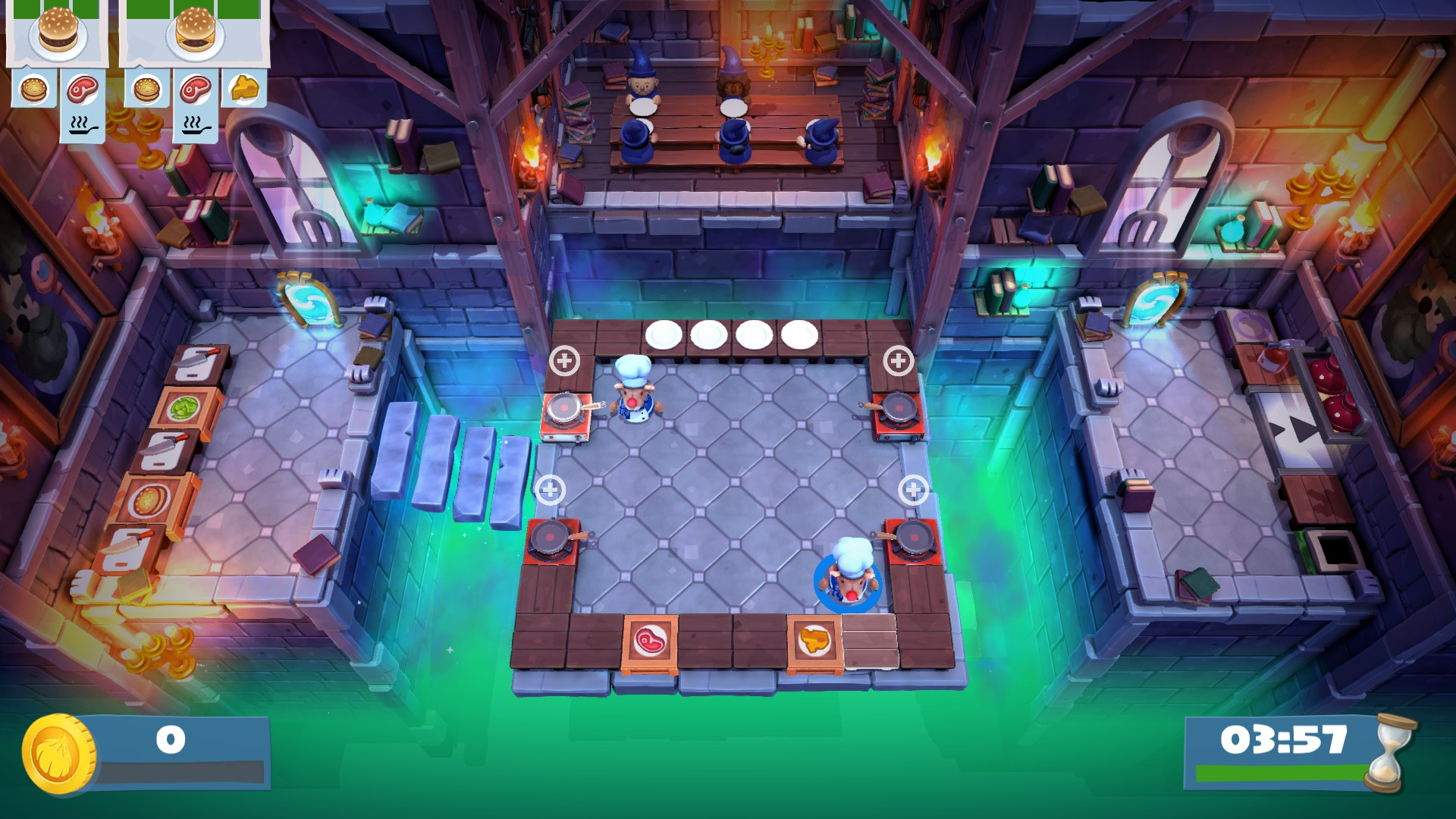
《胡鬧廚房2》游戲截圖

在烹饪模拟器《胡鬧廚房2》中，與前作一樣，可以和共四名玩家在遊戲中，出現訂單後，需要按照訂單食物下方的配方製作。玩家提取食材、切備、烹調、裝碟、出菜、清洗回收餐碟（部分關卡回收的餐碟已清洗），在倒计时的壓迫和撞到隊友的情況下，令游戏進度變得不可預測。某些關卡有阻礙完成訂單的地形障礙，例如會移動的地板、人行道、船隻之間的空隙等等。《胡鬧廚房2》新增了拋丟東西的功能，玩家可以将物品丟到另一位玩家或锅中，游戏可選擇單機遊玩、線上自動匹配或線上開設私人房間。

## 发展历程
《胡鬧廚房2》由Team17和鬼城游戏共同开发，Team17于2018年8月7日发行，对应任天堂Switch、PlayStation 4、Microsoft Windows和Xbox One平台。遊戲於E3 2018上宣布。开发人员除了游戏本体外，还制作了附加装饰内容，例如：任天堂Switch版本独有的鸭嘴兽角色服装，预购者的其他角色服装。

## 評價與獎項
| 汇总媒体   | 得分                                           |
| ---------- | ---------------------------------------------- |
| Metacritic | PC: 80/100 NS: 81/100 PS4: 81/100 XONE: 83/100 |

根据汇总媒体网站Metacritic的统计，Xbox One版本的得分为83（满分100），而PlayStation 4和任天堂Switch版本的得分都为81（满分为100），PC版得分为80（满分为100）。
| 年份   | 奖项                         | 类别                         | 结果 | 参考          |
| ------ | ---------------------------- | ---------------------------- | ---- | ------------- |
| 2018年 | 游戏评论家奖                 | 最佳家庭/社交游戏            | 獲獎 | [ 10 ]        |
| 2018年 | 游戏评论家奖                 | 最佳独立游戏                 | 提名 | [ 10 ]        |
| 2018年 | 金操纵杆奖                   | 最佳合作游戏                 | 提名 | [ 11 ] [ 12 ] |
| 2018年 | 2018年游戏大奖               | 最佳家庭游戏                 | 獲獎 | [ 13 ] [ 14 ] |
| 2018年 | 玩家选择奖                   | 粉丝最喜欢的家庭友好多人游戏 | 提名 | [ 15 ]        |
| 2018年 | 澳大利亚运动会奖             | 年度亲子称号                 | 提名 | [ 16 ]        |
| 2018年 | Steam大奖                    | “独乐乐不如众乐乐”奖         | 提名 | [ 17 ]        |
| 2019年 | 美国国家电视游戏行业评论家奖 | 2D或有限3D控制设计           | 提名 | [ 18 ]        |
| 2019年 | 美国国家电视游戏行业评论家奖 | 游戏，特许经营家庭           | 提名 | [ 18 ]        |
| 2019年 | SXSW游戏大奖                 | 多人游戏卓越奖               | 提名 | [ 19 ]        |
| 2019年 | 第十五届英国学院运动会奖     | 英国游戏                     | 提名 | [ 20 ]        |
| 2019年 | 第十五届英国学院运动会奖     | 家庭                         | 提名 | [ 20 ]        |
| 2019年 | 第十五届英国学院运动会奖     | 多人游戏                     | 提名 | [ 20 ]        |
| 2019年 | 意大利电子游戏大奖           | 最佳家庭游戏                 | 提名 | [ 21 ]        |
| 2019年 | 展开：明星奖                 | 年度最佳游戏                 | 獲獎 | [ 22 ] [ 23 ] |
| 2019年 | 独立游戏开发者协会奖         | 最佳社交游戏                 | 提名 | [ 24 ]        |

## 外部連結
- 官方网站（英文）